# 帕帕羅蒂
《帕帕羅蒂》（韓語：파파로티），於2012年8月4日開機，2012年11月1日殺青，2013年3月14日在韓國上映，是一部韓國電影，以韓國聲樂家金浩中為原型作改編，講述擁有聲樂天賦的混混學生遇上比黑幫老大更可怕的音樂老師所發生的故事。

## 劇情簡介
問題學生李章浩（李帝勳飾演）雖然是個小混混，但擁有天生的好嗓子，金泉藝術高中校長看上了這點，將被退學的章浩招收進來，想要讓他代表學校參加聲樂比賽拿獎，以此重振沒落的學校。校長把訓練任務交給了音樂老師羅尚鎮（韓石圭飾演），但是尚鎮對這個外務繁忙的小混混非常不滿，上課的時候不給他表現的機會，也不願意指導他。在偶然之中，章浩表現出真心想要學習的態度後，尚鎮決定從最基本的音樂基礎開始教他……

## 演員陣容
- 韓石圭：羅尚鎮
- 李帝勳：李章浩
- 吳達庶：張德生（校長）
- 姜素拉：淑熙
- 趙震雄：昌秀（章浩的黑幫大哥）
- 李在勇：黑幫老大
- 陳慶：美善（尚鎮的妻子）
- 李道妍：英語老師
- 李相勳：鶴周
- 梁韓烈：智敏（尚鎮的兒子）

### 特別出演
- 金知碩：鬧事的客人

## 外部連結
- NAVER電影 （页面存档备份，存于）